# Fredegars krønike
Fredegars krønike (fransk: La chronique de Frédégaire) er den almindelige titel benyttet om en frankisk krønike fra 600-tallet, som antagelig blev skrevet i Burgund. Forfatteren er ukendt, og tilskrivelsen til en "Fredegar" er dateret så sent som 1500-tallet.
Krøniken begynder med verdens skabelse og ender i år 642. Det er også nogen få henvisninger til hændelser op til 658. En del kopier af manuskriptet indeholder en forkortet udgave af krøniken frem til 642, men inkluderer afsnit, som er skrevet under det karolingske dynasti, afsluttet med Pipin den Yngres død i 768. Fredegars krønike med sine fortsættelser er en af de få kilder til information om merovingerdynastiet for perioden efter 591, da Gregor af Tours' værk Historia Francorum slutter.

## Forfatterskab
Ingen af de bevarede manuskripterne specifiserer navnet på forfatter. Navnet "Fredegar" (moderne fransk: Frédégaire) ble først benyttet for krøniken i 1579 af Claude Fauchet i hans Recueil des antiquitez gauloises et françoises. Spørgsmålet om, hvem forfatteren er, har været genstand for akademisk debat, skønt historikeren J. M. Wallace-Hadrill indrømmer, at Fredegar er et tydeligt, om end usædvanlig frankisk navn. Den vulgærlatin, der benyttes, bekræfter, at det blev skrevet i Gallien; men ellers kan meget lidt siges sikkert om værkets oprindelse. Flere teorier foreligger:
- Den oprindelige opfattelse, så sent som i 1878, var, at krøniken er skrevet af en enkeltperson.
- I 1883 foreslog Bruno Krusch, i sin udgave af Monumenta Germaniae Historica, at krøniken er et værk af tre forfattere; den teori vandt tilslutning fra Theodor Mommsen, Wilhelm Levison og Wallace-Hadrill.
- Ferdinand Lot kritiserede Kruschs teori om et forfatterskab af flere, og hans indvendinger blev støttet i 1928 af Marcel Bardot og Leon Levillain.
- I 1934 argumenterede Siegmund Hellmann for to forfattere.[5]
- I 1963 argumenterede Walter Goffart for, at der kun var en enkelt forfatter, [6] og denne opfattelse er stort set generelt accepteret. [7]

Fredegar er almindeligvis antaget at have været en burgunder fra regionen Avenches, pga sit kendskab til det alternative navn "Wifflisburg" for egnen; et navn, som først kom i brug på den tid. Antagelsen støttes af, at han havde tilgang til mange kirkeannaler i Burgund og til dokumenter ved hoffet. Åbenbart kunne han også snakke med sendebud og ambassadører fra langobarderne, vestgoterne og slaverne. Hans forståelse af hændelser i den byzantinske verden forklares med Burgunds relative nærhed til den byzantinske Italien.

## Manuskripter
Krøniken eksisterer i over 30 manuskripter. Krusch og Collins har grupperet disse i fem klasser. Den oprindelige krønike er gået tabt, men eksisterer i en kopi i uncialskrift gjort i 715 af munk fra Burgund ved Lucerius. Denne kopi, den ene eksemplar af manuskript af klasse 1, er i Bibliothèque nationale de France (MS Latin 10910) og er tidvis kaldt for Codex Claromontanus, eftersom det en gang var ejet af Collège de Clermont i Paris. En diplomatisk udgave blev udgivet af Gabriel Monod i 1885. Codex Claromontanus var også grundlaget for en kritisk udgave udgivet af Krusch i 1888, og for en delvis engelsk oversættelse af Wallace-Hadrill i 1960. De fleste af de andre bevarede manuskripter kopieret i Austrasien, er dateret fra begyndelsen af 800-tallet eller noget senere.
Den første trykte udgave, editio princeps (flertal: editiones principes - en teknisk betegnelse for den første trykte udgave af et værk, som tidligere kun eksisterede som manuskript) blev udgivet i Basel af Matthias Flacius i 1568, som benyttede manuskriptet MS Heidelberg University Palat. Lat. 864 som grundlaget for sin tekst. Den næste trykte udgave var Antiquae Lectiones af Theodorich Canisius ved Ingolstadt i 1602.

## Struktur
Den kritiske udgave ved Krusch er inddelt i fire bøger, eller egentlig sektioner. De første tre bøger er baseret på tidligere værker og dækker perioden fra skabelsen og frem til 584; den fjerde bog fortsætter frem til 642 og bebuder hændelser mellem 655 og 660:
"Jeg har grundigt læst krøniker af Hieronymus, Hydatius og en bestemt klog mand, af Isidor foruden også af Gregorius, fra verdens begyndelse til de nedadgående år under Guntrams styre; og jeg har gengivet i rækkefølge i denne lille bog, i egnet sprog og uden mange udeladelser, hvad disse lærde mænd har fortalt til sidst i deres fem krøniker." 
Faktisk citerer forfatteren fra kilder, han ikke opgiver, og forkorter drastisk i en del. Han tilføjer også tekster, der ikke stammer fra hans hovedkilder. Disse indskudte afsnit er refereret til som "interpolationer". For fleste af dem er kilden ukendt. En del af disse indskud skal give frankerne en trojansk oprindelse.  Ifølge Fredegar nedstammede de frankiske konger fra kong Priamos i Troja. 

### Bog I
De indledende 24 kapitler i første bog er baseret på den anonyme Liber generationis som igen er afledt fra værket af Hippolytus (død 235). Det genværende af bog indeholder et sammendrag af ulige kronologiske tabeller, inkluderet en liste over romerske kejsere, over jødiske konger, samt over paver op til pave Theodor 1.s tiltrædelse i 642, og kapitel 3 af krøniken til Isidor af Sevilla. På modsat side af folioen med liste over paver, er det en tegning af to personer, som den franske historiker Gabriel Monod tolker som Eusebius af Cæsarea og Hieronymus.

### Bog II
De første 49 kapitler af anden bog indeholder uddrag fra Hieronymus' latinske oversættelse af Eusebius' Pantodape historia. Teksten består af en del interpolationer. De tilbageværende kapitler indeholder uddrag fra Hydatius' krønike.

### Bog III
Den tredje bog indeholder uddrag fra bøger II-VI af Historia Francorum (også kaldt for Decem Libri Historiarum) af Gregor af Tours med flere indskud. Fredegars kilde lader til at have manglet de fire sidste bøger til Gregors' tekst, aå hans fortælling afsluttes i 584.

### Bog IV
De 90 kapitler i fjerde bog indeholder bestemte detaljer for hændelser ved hoffet i Burgund. Fredegar navngiver ikke sine kilder, men de første kapitler er antagelig baseret på lokaler annaler. Kapitlerne 24-39 indeholder en redegørelse fra vidner til hændelser mellem 603 og 613. Kapitel 36 er et indskud om Sankt Columbanus' liv (død i 615), som er kopieret, nærmest uden ændringer, fra helgenbiografien Vita Columbani af Jonas af Bobbio. Bogen slutter brat i 642. Helgenen var ellers upopulær pga sin kritik af livsførslen ved det burgundiske hof. 
Bog IV er den, som studeres mest af historikere, da den inneholder information, som ikke findes i andre af middelalderens kilder.

## Fortsættelserne
En gruppe med manuskripter, Kruschs klasse 4, indeholder en omarbejdelse af Fredegars krønike som følges af yderligere sektioner om hændelser i Frankerriget frem til 678. Disse tillægsafsnit refereres til som "Fortsættelserne". I sin kritiske udgave har Krusch lagt disse ekstra kapitler til i en appendix, som giver et fejlagtigt indtryk af, at disse to dele tilhører samme manuskript.
Manuskripterne i klasse 4 er inddelt i tre bøger. Den første begynder med en sektion baseret på afhandlingen De cursu temporum af den latinske forfatter Quintus Julius Hilarianus fra 300-tallet. Denne er fulgt af en version af Fredegars bog II som indeholder en udvidet redegørelse af frankernes påståede trojanske oprindelse. Den anden bog er en forkortet version af Gregor af Tours' fortællinger som modvægt til Fredegars bog III. Den tredje og sidste bog består af de 90 kapitler i Fredegars bog IV fulgt af Fortsættelserne.
Fortsættelserne består af tre dele. De første ti kapitler er baseret på Liber historiae Francorum, en anonym krønike fra Neustria som afsluttes rundt året 721. Den andre del, kapitlerne 11–33, dækker årene op til 751. Ved dette tidspunkt er en kolofon sat ind i teksten, som forklarer, at krøniken blev beordret skrevet af Karl Martells broder, grev Kildebrand 1. (død 751). En oversættelse, baseret på Wallace-Hadrills engelske udgave, lyder:
"Op til dette tidspunkt anstrengte strålende grev Kildebrand, onkel af den nævnte kong Pipin, sig meget for at få denne historie, eller geste, om frankerne nedtegnet. Hvad som følger, kan bekræftes af den strålende grev Nibelung, søn af Kildebrand."
Krøniken fortsætter derefter i yderligere 20 kapitler om hændelserne i Frankerriget frem til år 768.
Middelalderforskeren Roger Collins mener, at teksten i klasse 4-manuskripterne adskiller sig nok fra Fredegars krønike i Codex Claromontanus til, at de burde betragtes som et selvstændigt værk. Han har også foreslået en ny titel, Historia vel Gesta Francorum. Han mener, at en forfatter var ansvarlig for teksten frem til år 751, og en anden forfatter skrev tillæggene. 